# Nikolaus Friedreich

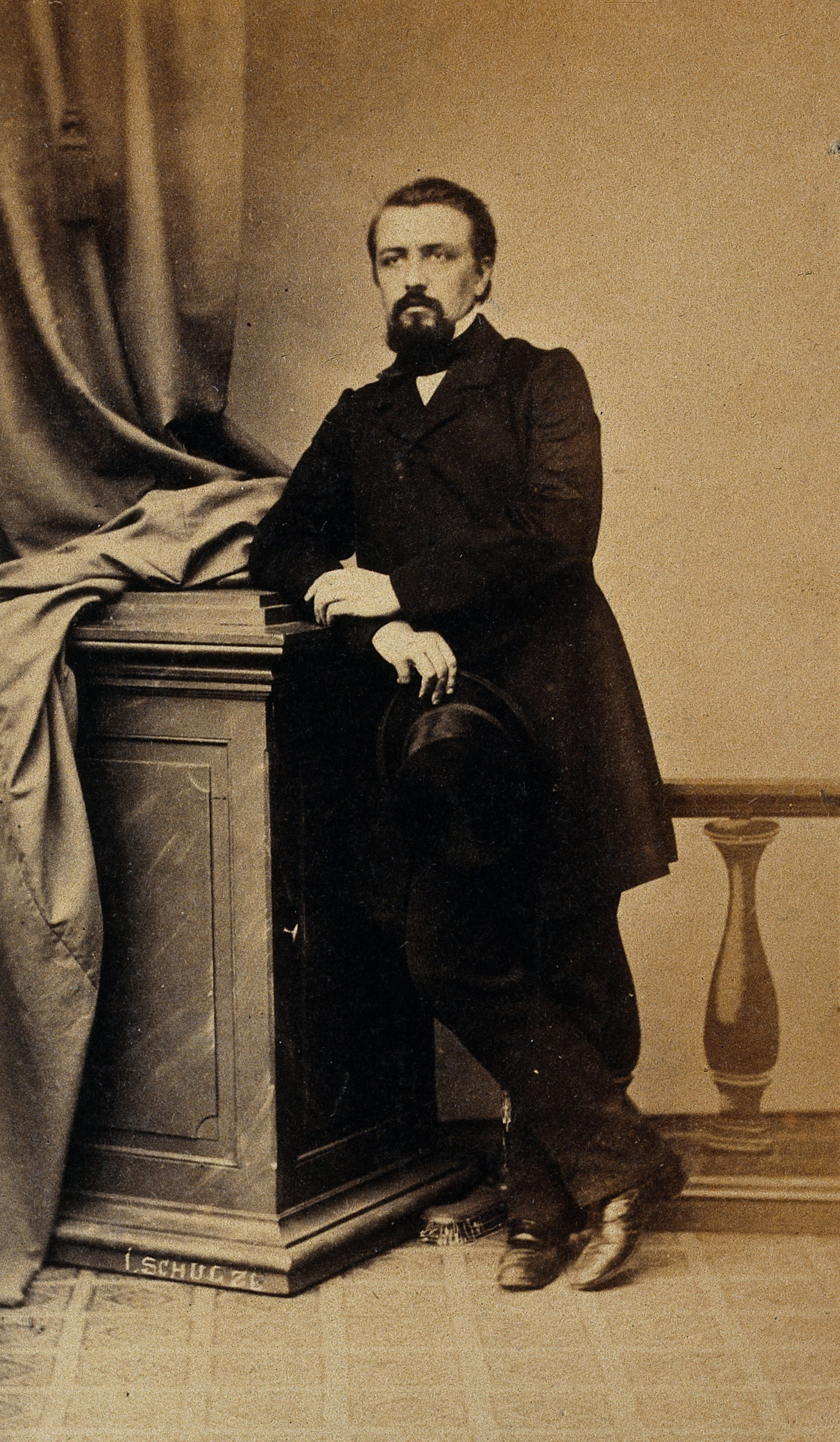
Nikolaus Friedreich

Nikolaus Friedreich (1 de julho de 1825, Würzburg – 6 de Julho de 1882, Heidelberg) foi um patologista e neurologista alemão, da terceira geração de uma família de médicos da família Friedreich. Seu pai foi o psiquiatra Johann Baptist Friedreich (1796-1862), e seu avô foi o patologista Nicolaus Anton Friedreich (1761-1836), que é lembrado pela sua descrição precoce da paralisia facial idiopática, que seria conhecida posteriormente como Paralisia de Bell.
No início de sua carreira estudou e praticou medicina na Universidade de Würzburgo sob a tutela de homens notórios como o fisiologista Albert von Kölliker e o patologista Rudolf Virchow. Posteriormente tornou-se professor de anatomia patológica na Universidade de Würzburgo, e em 1858 foi indicado como professor de patologia e terapia na Universidade de Heidelberg, onde permaneceu pelo resto de sua carreira. Alguns de seus melhores estudantes incluem Adolf Kussmaul, Wilhelm Heinrich Erb e Friedrich Schultze.
Friedreich esteve envolvido no estavelecimento das correlações patológicas, notável na pesquisa em distrofia muscular, ataxia espinhal e tumores cerebrais. Ele é lembrado hoje pela Ataxia de Friedreich, a qual ele identificou em 1863. É uma doença degenerativa em que a esclerose do cordão espinhal afeta a fala, o equilíbrio e a coordenação. 

## Eponimos associados
- Doença de Friedreich ou síndrome de Friedreich (paramioclonia multiplex): uma doença hereditária caracterizada por contrações musculares breves nos músculos proximais das extremidades.
- Pé de Friedreich ou pé cavo: arqueamento anormalmente alto do pé.
- Sinal de Friedreich: colapso das veias cervicais que estavam previamente distendidas durante a diástole, e causada por um pericárdio aderente.
- Mudança sonora de Friedreich: termo para a diferença na tensão da parede do cavum durante a inspiração e expiração.
- Doença de Friedreich-Auerbach: hipertrofia da língua, ouvidos e manifestações faciais. Nomeada em conjunto ao anatomista Leopold Auerbach.
- Síndrome de Friedreich-Erb-Arnold syndrome: Uma síndrome osteodérmica caracterizada pelo crescimento excessivo do couro cabeludo (escalpe de buldogue ou cutis verticis gyrata), hipertrofia facial gyrata, hipertrofia facial, baqueteamento digital devido a hiperplasia do recido mole, mãos e pés largos elefantíase. Nomeada em conjunto a Wilhelm Erb e Julius Arnold (1835-1915).

## Publicações selecionadas
- Beiträge zur Lehre von den Geschwülsten innerhalb der Schädelhöhle. Habilitation thesis, 1853.
- Ein neuer Fall von Leukämie. In Virchow's Archiv für pathologische Anatomie und Physiologie und für klinische Medicin, Berlin, 1857, 12: 37-58. (Primeira descrição da leucemia aguda)
- Die Krankheiten der Nase, des Kehlkopfes, der Trachea, der Schild - und Thymusdrüse. In Virchow’s Handbuch der speciellen Pathologie und Therapie. 1858. (Doenças do nariz, laringe, traqueia, tireóide and timo).
- Ein Beitrag zur Pathologie der Trichinenkrankheit beim Menschen. In Virchow's Archiv für pathologische Anatomie und Physiologie und für klinische Medicin, Berlin, 1862, 25: 399-413. (Uma contribuição sobre a patologia da triquinose em humanos).
- Die Krankheiten des Herzens. In Virchow’s Handbuch der speciellen Pathologie und Therapie. Erlangen, 1854, 5, 1 Abt, 385-530. 2nd edition, Erlangen, F. Enke, 1867. (Doenças do coração).
- Ueber degenerative Atrophie der spinalen Hinterstränge In Virchow's Archiv für pathologische Anatomie und Physiologie und für klinische Medicin, Berlin, (A) 26: 391, 433; 1863. (Sobre atrofia espinhal degenerativa da coluna dorsal).
- Ueber Ataxie mit besonderer berücksichtigung der hereditären Formen. In Virchow's Archiv für pathologische Anatomie und Physiologie und für klinische Medicin, Berlin, 1863. (Sobre ataxia com referência especial a formas hereditárias).
- Die Heidelberger Baracken für Krigesepidemien während des Feldzuges 1870 und 1871, Heidelberg, 1871.
- Ueber progressive Muskelatrophie, über wahre und falsche Muskelatrophie, Berlin, 1873.
- Der acute Milztumor und seine Beziehungen zu den acuten Infektionskrankheiten. In Volkmann’s Sammlung klinischer Vorträge, Leipzig, 1874.
- Paramyoklonus multiplex. In Virchow's Archiv für pathologische Anatomie und Physiologie, und für klinische Medicin, Berlin, 1881, 86: 421-430. (Primeira descrição da paramioclonia multiplex, doença de Friedreich).